# Мазама (вулкан)
Мазама (англ. Mount Mazama) — крупная кальдера диаметром 8 × 10 км, расположенная в южной части штата Орегон, США, и являющаяся частью Каскадных гор. Кальдера сформировалась в результате мощного извержения около 5677 ± 150 лет назад и последующего обрушения вулканической постройки стратовулкана. В дальнейшем кальдера заполнилась водой, образовав озеро Крейтер.
Ранняя активность вулкана началась около 420 000 лет назад. Перед извержением, сформировавшим современную кальдеру, высота вулкана составляла около 3700 метров.